# Ijebu Ode
Ijebu Ode (en yoruba Ìjẹ̀bú-Òde) est une ville nigériane de l'État d'Ogun. Sa population est estimée à 404 000 habitants (2010).

## Géographie
La ville est située au sud-ouest du Nigeria, à environ 70 km au nord-est de la capitale, Lagos et à 45 km du golfe de Guinée.

## Histoire
La cité était au XVIe siècle la capitale du peuple yoruba des Ijebus.

## Économie
La ville est un lieu de transit important de noix de kola, d'huile de palme et de cacao. Commerce important de caoutchouc et de bois.

## Personnalités liées
- Justice Adefarasin (né en 1921 à Ijebu Ode), ancien juge de la Haute Cour du Nigéria et président de la Ligue des sociétés de la Croix-Rouge.
- Aina Onabolu (1882-1963), peintre et pédagogue.